# رحلة 21 (فلم)
رحلة 21 فيلم سينمائي سوري صدر في عام 1992.

## نبذة عن العمل
فيلم سوري من إنتاج دائرة الإنتاج السينمائي بالتلفزيون العربي السوري عام 1992
يحكي الفيلم عن أم تشعر بالوحدة في بيتها الكبير بسبب إنشغال أبنائها عنها وقلة زياراتهم، فتقرر السفر لحلب لملاقاة إبنها، وخلال الرحلة تعود بالزمن للوراء فيعود بها شريط الذكريات وحياتها الماضية مع أبنائهابكل مافيها من تعب ومشقه ولحظات فرح وسعادة، وعندما تصل إلى حلب تصاب بخيبة أمل حين لا تجد إبنها في منزله فتعود أدراجها وتقبل بالوحدة.

## فريق العمل
- سلوى سعيد
- صبحي الرفاعي
- نورمان أسعد
- وضاح حلوم
- نبيل شمس (إخراج وسيناريو)
- سمير بلوكباشي(سيناريو)
- عنايت طرابلسي (مونتاج)[4]
- إسماعيل جمول (تصوير)

## روابط خارجية
- مقالات تستعمل روابط فنية بلا صلة مع ويكي بيانات